# Melchior de Polignac
Melchior de Polignac,  född den 11 oktober 1661, död den 20 november 1742, var en fransk diplomat och kardinal. 
Som yngre son bestämdes han för det andliga ståndet, blev redan vid unga år abbé, användes vid Ludvig XIV:s underhandlingar med påven Alexander VIII och sändes 1693 som Frankrikes ambassadör till Polen, där han efter kung Johan III Sobieskis död, 1696, förgäves arbetade för att få prins Louis de Conti vald till kung av Polen. Trots denna motgång användes Polignac även sedermera till diplomatiska uppdrag, sändes 1712 till fredskongressen i Utrecht och var 1725-32 fransk ambassadör i Rom. Han utnämndes 1713 till kardinal och 1726 till ärkebiskop av Auch. Polignac gjorde sig fördelaktigt känd även som författare, vältalare och konstvän och invaldes 1704 i franska akademien. Hans stora diktverk Anti-Lucretius, vari han från kristen ståndpunkt vederlägger Lucretius och den epikureiska filosofin, utgavs först 1745.